# Patrick Malone
Patrick Malone (ur. 1 lipca 1969 r. w Newark, w stanie New Jersey) – amerykański aktor.

## Wybrana filmografia

### Filmy fabularne
- 1990: Fajerwerki próżności jako Henry Lamb
- 1991: Wielki kanion jako Otis
- 1992: Wściekłość i sprawiedliwość jako Paris Armstrong
- 1993: Zakonnica w przebraniu 2: Powrót do habitu jako uczeń
- 1995: Napisała: Morderstwo jako Billy Ames
- 1995: Szpital Dobrej Nadziei jako Victor Brokton
- 1998: Półmrok jako młody policjant

### Seriale TV
- 1990: 21 Jump Street jako Andrew
- 1990: Piękna i bestia jako Darryl
- 1991: Gliniarz i prokurator jako J.J.
- 1995: Napisała: Morderstwo jako Billy Ames
- 1998: Strażnik Teksasu jako Bobby Miller
- 2002: Powrót do Providence
- 2003: Potyczki Amy jako dyrektor naczelny
- 2005: CSI: Kryminalne zagadki Las Vegas jako
- 2006: Gotowe na wszystko jako detektyw Shrank
- 2006: Dexter jako Tech
- 2007: Wszyscy nienawidzą Chrisa jako Robert
- 2008: Las Vegas jako Anthony
- 2010: Pępek świata jako Pan Rasmussen
- 2012: Agenci NCIS: Los Angeles jako detektyw LAPD